# Lad De Små Børn Lege
|  | Sammenskrivningsforslag Artiklen Lad De Små Børn Lege er foreslået føjet ind i Thomas Buttenschøn. (Siden oktober 2018) Diskutér forslaget |

Lad de Små Børn Lege er Thomas Buttenschøns musikalske sideprojekt.
Mandag den 6. oktober 2008 udkom EP'en Der Er Noget Galt I Himlen som den første udgivelse på Rust Music, som er musikklubben Rusts pladeselskab. EP'en indeholder fire elektro-akustiske sange.
Da Buttenschøn og tekniker Mathias Lyhne hørte om Rust Music, var de begge friske på idéen om at finpudse soveværelsesoptagelserne til udgivelse.